# ارول دمیروز
ارول دمیروز (ترکی استانبولی: Erol Demiröz؛ (زادهٔ ۱۹۴۰ – درگذشتهٔ ۱۷ آوریل ۲۰۲۱) هنرپیشه بود. 
از فیلم‌هایی که او در آن‌ها حضور داشت می‌توان به گله، فرشته سپید و یک فصل در حکاری اشاره‌کرد.